# 2022年峇冬加里土崩
峇冬加里土崩 ，又稱峇冬加里慘劇，是指2022年12月16日於馬來西亞雪蘭莪州峇冬加里鎮爸爸有機農場（Father's Organic Farm）發生的山體滑坡事件。事故發生於凌晨時分，體積約的泥石坍方壓毀了涉事有機農場的附設營地，92名露營者及員工因此受困。是次土崩奪走31人性命；61人獲救，其中7人需入院接受治療。2023年10月18日，国家天灾管理机构（NADMA）公布土崩事故调查报告，证实土崩是由事发前累计大量降雨所致。

## 事件背景
“爸爸有機農場”是一家坐落於雪蘭莪州峇冬加里的有機農場，距吉隆坡以北約50（31英里），距雲頂高原頂峰約15（9.3英里），距雲頂半山則為4.5（2.8英里），車程約10分鐘。農場於2019年向有關當局申辦了經營有機農場的執照。馬來西亞法律規定在河岸、山坡及瀑布等高風險區域經營露營地需申辦執照，唯農場在未獲執照下於2020年起經營露營場地。
農場内的露營地劃分為三個區域，分別爲“山頂/區域A”（Hilltop (Zone A)）；“農區/區域B”（Farmview (Zone B)）及“河濱/區域C”（Riverside (Zone C)）。據有關當局統計，12月15日當晚包括露營者及員工在内，共計94人在營地内過夜，農場業者則披露當晚有91人（61名成人，30名孩童）在營地留宿。露營者多數由家庭組成，當天并無學校旅行團或大學生到訪。儘管農場業主依法登記了留宿旅客與統計人數，數據仍極有可能失準，因四歲以下孩童可豁免注冊。

## 事發經過
土崩事件發生於馬來西亞標準時間凌晨2時30分左右。據馬來西亞礦物及地球科學局（Mineral and Geoscience Department (JMG)）現場考察及計算，土崩涉及了總體積約的泥石坍方，滑坡面積達500（1,600英尺）乘以200（660英尺），涉及深度8（26英尺）。滑坡最高點位於營地之上約30（98英尺），山泥一舉傾瀉而下擊中營地，覆蓋面積達1英畝（0.40公頃），泥石厚度達30（98英尺）。馬來西亞工程部部長阿历山大南达林奇稱坍塌的山坡高達70（230英尺），跨度達300（980英尺）之長。有機農場的三處營地均受影響，唯“山頂”及“農區”營地因位置與土崩地點較近尤受波及。

## 事故後續

### 援救行動
有關當局在凌晨2時24分接獲第一通求救電話，第一支搜救隊伍於3時04分抵達現場。15家政府機構共派出363至394名搜救隊員參與救援行動；另派出六隻搜救犬。
“山頂”及“農區”營地受災嚴重，救援隊伍於是集中搜救，共231人負責搜索該區拯救受困者。

### 政府反應
為預防事發地點周圍發生的土崩事件再次危及人命，乌鲁雪兰莪警察下令峇冬加里區内需暫停所有戶外休閑活動，至另行通知爲止。此禁令隨後獲擴展至全國範圍内所有處於“高風險地帶”的營地，長達七天。
馬來西亞工程部與雪蘭莪州公共工程局（Selangor Public Works Department (JKRS)）對毗鄰滑坡事故的B66道路一段五公里長路段展開視察，並無發現任何明顯裂痕。盡管如此，有關當局仍禁止該路段通車。 雲頂高原營運方雲頂名勝世界（Resorts World Genting）和工程部皆呼籲欲前往雲頂高原的公路使用者取道加叻大道，避開事故現場。
马来西亚房屋及地方政府部长倪可敏披露，被土崩摧毀的營地實爲無照經營。马来西亚数字通讯部部長法米法兹宣佈首相安華與其他幾位部長將於晚間探訪災區，同時要求屬下官員全力核實及發佈與土崩有關的準確消息。

### 傷亡情況
16日早晨9時15分，國家天災管理機構在推特發文，此時已有8人喪生、53人獲救，其中7人因受傷被分別送往新古毛醫院、士拉央醫院及吉隆坡中央醫院接受治療。早上11時，死亡人數攀升至9人，仍有25人下落不明。死者的遺體被送往吉隆坡中央醫院解剖.早上11時30分，已有包括一名孩童在内的11人確認罹難，同時再有8人獲救，包括營地負責人。接下來的一小時十五分鐘内，搜救人員再發現五具尸體，並將遺體送往吉隆坡中央醫院。地方政府發展部在下午1時發佈消息，稱已有16人遇難、17人失蹤，救出了61人，其中包括3名新加坡公民.
下午5時，雪蘭莪州消防與拯救局表示死亡人數現為19人，仍有14人未尋獲。下午4時40分，援救隊伍在“河濱”營地發現了緊緊相擁的第17及第18具遺體，據信為一對母女，他們本住在“山頂”及“農區”營地，推測應是被泥石流衝刷至下坡。下午5時，第19具遺體被尋獲。
烏魯雪蘭莪縣警察稱大多數尸體並無明顯傷勢，所以家屬透過視覺辨認親屬應不成問題。

## 各方反應

### 國内反應
| Anwar Ibrahim | Twitter的logo，一个风格化的小蓝鸟 |
| @anwaribrahim | Twitter的logo，一个风格化的小蓝鸟 |

馬來語：
來往峇冬加里及雲頂高原路段附近的“爸爸有機農場”營地發生了土崩事件，我感到震驚。
2022-12-16
- 首相辦公室 – 首相安華對此次慘案表示關切與震驚，並在當晚探訪災區[48]。他敦促國民齊心祈禱救援行動能夠取得成功，同時亦勸諭到訪災區的部長“不該干預”搜救行動[49]。
- 聯邦政府 – 包括房屋及地方政府部部长倪可敏、數字通訊部部長法米、内政部部長赛夫丁纳苏迪安及天然资源及环境气候变化部部長聂纳兹米均到土崩現場視察[50]。
- 全国消拯局行动和救援组主任拿督诺希山怀疑雪州峇冬加里露营胜地夺命土崩事故与地下水流动有关；矿物和地球科学局总监希沙姆丁指出，3个营地涉及的土崩，是因地下水流削弱山坡所造成。[51]
- 吉隆坡 – 吉隆坡民众华小7名教师、3名学生及2名食堂员工罹难，该校董事长李兴利恳请外界停止报导一切不实消息，还亲属一片宁静。[52]
- 雪蘭莪 :
  - 雪蘭莪蘇丹沙拉弗丁殿下與蘇丹后（英语：Tengku Permaisuri of Selangor）诺拉西金（英语：Tengku Permaisuri Norashikin）均對這場災難的受害者表示同情[53]。雪蘭莪州務大臣阿米鲁丁沙利向遇難者家屬致哀，且與首相安華共同探視了土崩現場[54]。
  - 雪州政府将探讨制定露营营地指南，以限制营地与山坡、河流及森林之间的距离，避免意外发生。[55]
  - 雪州副总警长拿督莎西卡拉说，初步资料显示，事发地点确实是开放给公众露营，不过，警方无法确认涉事土地是否属于营地经营者。[51]
- 柔佛 – 柔佛蘇丹依布拉欣殿下表達了哀悼，並稱“在這艱難的時刻，我們向遇難者及家屬表達慰問，我們的祈禱與他們同在。愿他們獲賜力量與剛强，渡過難關”[56]。
- 彭亨 – 彭亨州務大臣旺罗斯迪對事件表示震驚，並宣佈彭亨將派遣搜救隊員及志願者參與援救行動[57]。
- 沙巴 – 沙巴政府会加强监督民宿和露营营地的安全性，确保相关设施及旅遊景点的员工与遊客之安全受到保障。[58]
- 大马演艺圈 – 在社群网上发文，如黄明志、梁静茹、李幸倪、山脚下男孩成员洪瑞醛、Aki黄淑惠、陈谕、林佩琦、凌加峻、云镁鑫等人，均为生还者打气、祈愿逝者安息，同时也为救灾人员加油，希望大家都平安。[59]

### 國際反應
- 新加坡 – 總理李顯龍感谢马来西亚政府成功解救受困于峇冬加里营地土崩事件的新加坡人，并称若有需要，新加坡民防部队（英语：Singapore Civil Defence Force）已准备好随时协助救援工作。外交部长维文就土崩事件對馬來西亞政府表達深切哀悼。外交部发言人称新加坡政府正密切关注局势[60]。

## 遇难者
| 直辖区/州属 | 人数 | 备注 |
| ----------- | ---- | --- |
| 吉隆坡      | 15   | 民众华小6名教师（赖莉群级主任、林淑敏、林雯芯、刘佩诗、方美晶及方彩依）、3名学生、食堂业者黄楚文（其中两名学生为其子女）及其一名女员工 方彩依的丈夫和1名6歲女兒 赖莉群的兒子（9歲，應是民眾華小3名喪生學生之一）和妹妹赖莉莹 |
| 雪蘭莪      | 8    | 一家四口黄姓家庭在富贵山庄莎阿南火化场火化 雪州巴生兴华中学的陈淑勤老师及其5岁儿子 1名巴生兴华华小黄姓女学生 1名来自雪州八打灵再也的黃姓教練 （存疑）9人为“爸爸有机农场”员工                                                 |
| 马六甲      | 8    | 马接翁武柏美村赖姓家庭4人及马接峇鲁新村戴姓家庭4人 |
| 总数        | 31   | |